# Batalla d'Ocaña
La batalla d'Ocaña fou un enfrontament militar de la Guerra de la Independència Espanyola. a tenir lloc el 19 de novembre de 1809 junt al municipi toledà d'Ocaña. A un exercit francès d'uns 40.000 infants, 6.000 cavalls i nombrosa artilleria comanada pel mariscal Soult amb un altre espanyol d'uns 51.869 homes, dels quals 5.766 eren de cavalleria, amb 55 peces d'artilleria comanades pel general general Aréizaga.

## Antecedents

Campanyes franceses

La campanya espanyola de la tardor de 1809 va pressionar en direcció a Madrid tant del nord com del sud. Els espanyols van demanar ajuda de Arthur Wellesley de Wellington, però després de la falta de cooperació durant la batalla de Talavera, el general britànic s'hi va negar. Els francesos es van veure sorpresos per l'empenta sud, car el 9 de novembre, l'exèrcit del sud es trobava a 35 quilòmetres de Madrid, amb només 7.000 soldats francesos que els bloquejaven. Llavors, Juan Carlos de Aréizaga va perdre els nervis i es va aturar tres dies abans de continuar cap a Madrid, però es va topar amb dues divisions franceses i es va retirar de la batalla d'Ontígola, que fou el pròleg de la terrible derrota de les tropes espanyoles per les de Josep Bonaparte, que tingué lloc el 19 de novembre de 1809. Els desordres ocasionats en aquesta vila pels saquejos de les tropes espanyoles quan es retiraven d'Ontígola; el canvi de comandament de les forces reunides a Ocaña, que de Bermuy passà a Girón, no gens a gust d'aquest últim, per mancar del full de servei necessari per la tasca; les ordres confuses, si no contradictòries, del general en cap, Aréizaga, que en tant crítics moments no es va moure de Dos Barrios com si volgués eludir la seva responsabilitat, carregant-la sobre Girón, eren anuncis del desastre que s'acostava.
Contrastaven les perplexitats, vacil·lacions i desencerts d'Areizaga amb la iniciativa decidida del mariscal Soult, que exercia el comandament directe dels imperials, ajudat per generals tant experts com Sebastiani, Mortier o Woirgard. El general francès creia que els propòsits d'Aréizaga, més que marxar sobre Madrid, tenien per objecte entretenir-lo per donar temps a una combinació amb els anglesos que facilités la conquista de la capital; aconsellat, potser, per Woirgard, Soult decidí caure sobre l'exèrcit espanyol, destruir-lo i regirar-se després contra els anglesos. A aquest efecte i creient Aréizaga en les seves posicions de Santa Cruz de la Zarza, decidí atacar-lo el 19 o el 20, quan l'acció d'Ontigola li feu comprendre que tenia l'enemic molt més a prop d'Aranjuez del que ell creia.
Malgrat que les tropes espanyoles restaven formades a Ocaña des de les cinc del matí, per unes o altres raons, no començaren a moure's fins després de les vuit, hora en que es presentà al seu davant el general en cap.

## El camp de batalla

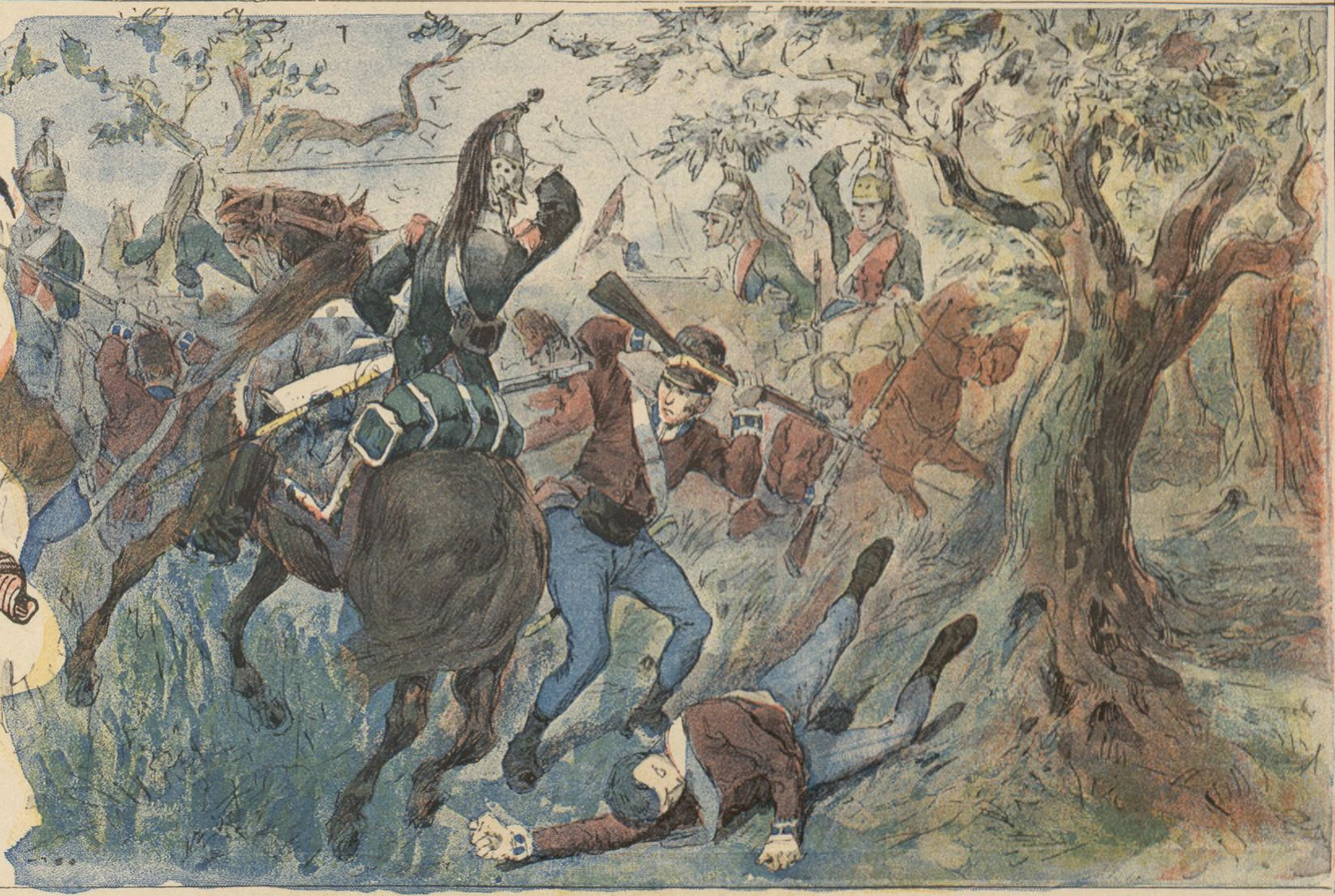
Carrega dels dragons a la batalla d'Ocaña

La vila d'Ocaña està situada en una vasta planura, sense més defensa natural que un barranc que neix a poc més de 1 km. a l'est de la vila, suau i de pocs fons al principi, que va fent-se cada vegada més profund i de més difícil accés. En arribar Aréinzaga, l'avantguarda que comandava Zayas ja havia obert foc, i malgrat això, el feu endarrerir per a situar-la a l'esquerra d'Ocaña, sobre la banda contraria del barranc, convertint-la en un cos de reserva. Aquella determinació tant extemporània es devia a la confiança que l'hi inspirava aquella divisió, composta de selectes tropes, comanada per un general el valor i l'actuació del qual, l'assenyalaven per a ser emprat en moments suprems. Al mateix temps, ubicà en la banda esquerra la divisió de Gaspar de Vigodet, defensada pel barranc, i situà el centre en la mateixa Ocaña, i en la banda dreta les divisions de Girón, Castejon i Luis de Lacy y Gautier, cobertes per les forces de cavalleria menades per Freire.

## Planificació de la batalla
Mortier, que assumia el comandament per no haver arribat encara Soult amb Bonaparte, jutjà amb molt de seny, que convenia escometre l'enemic per la dreta, en el punt on el barranc era fàcil de travessar. Confià el cap de la columna d'atac al general Leval, que portava amb ell els polonesos i alemanys, fent que li donessin suport els superbs regiments del general Girard. Situà al general Dessolles vers el centre, amb l'encàrrec de fer foc per sobre del barranc i d'entretenir als espanyols en el seu front. Tota la cavalleria havia de seguir el moviment de l'esquerra per creuar el barranc per la capçalera i caure damunt l'exèrcit espanyol després que la infanteria trenqués el foc.

## Comença l'atac
Lentament començà l'atac francès, per tal de donar temps a arribar el general Woirgard, que, després de travessar el riu Tajo, tenia la missió de perseguir als destacaments espanyols que no s'havien enretirat encara de Villamanrique i Santa Cruz. Veient, però, que ja eren les deu del matí tocades i Woirgard no arribava, Mortier es decidí a ordenar l'atac, que començà contra la dreta espanyola, com ja s'ha dit, per les divisions alemanyes i poloneses a les ordes de Leval, mentre el general Sénarmont situava els seus 30 canons en una suau prominència, d'on li era fàcil batre, no tan sols la infanteria espanyola, sinó les bateries establertes en els seus clars. Un impetuós contraatac del soldats espanyols, però, feu retrocedir a Leval fins a les seves pròpies línies, que haurien estat trencades, si no hagués estat per un encertat foc de l'artilleria francesa, que no va poder ser contrarestat, malgrat els heroics esforços, per l'espanyola.

## Els francesos es refan
Refets els francesos, tornen a la càrrega encara que lentament; la dreta espanyola, seguida pel centre, ataca ardidament, i ja anava arribar al xoc quan el moviment envoltant del flanc dret espanyol, realitzat per Sebastiani amb tota la cavalleria, produeix en les files espanyoles una gran confusió que les fa retrocedir. Aleshores, els generals espanyols efectuen un canvi de front, aconseguint salvar de moment una situació crítica que s'anava tornant insostenible. El flanc centre-dreta aconseguí restablir-se en les eres d'Ocaña, darrere el barranc, i amb un front a Noblejas, per on arribava la tempesta, distingint-se entre totes la 1a divisió comandada per Lacy, per la serenitat amb la que maniobraren els seus cossos. Fent-se forts en les seves noves posicions, i aprofitant els avantatges del terreny, els espanyols reprenen de bell nou l'ofensiva, aconseguint desmuntar uns quants canons, ferir greument al general Leval i fent vacil·lar la primera línia. En advertir-ho Mortier, ordena a Girard que entri immediatament en acció passant a l'avantguarda. Aquest general fa el moviment amb una serenitat admirable i continua avançant sobre les tropes espanyoles que, davant el foc que cau sobre elles, comencen a retirar-se vers Ocaña. El general Dessolles, que observa el moviment, travessa el barranc i penetra en la vila, mentre la cavalleria de Sebastiani sembra el desconcert i el pànic en els genets espanyols, que al principi del combat havien donat, malgrat que infructuosament, diverses càrregues en suport del flanc dret espanyol. Zayas rep l'orde d'atacar, però una contraorde el fa tornar a la seva posició de reserva, on acudeixen les derrotades divisions espanyoles cercant-hi refugi, no sense deixar en la seva extrema dreta, sobretot, cossos sencers cercats per la cavalleria francesa que els obliga a rendir-se.

## La retirada
Només l'avantguarda comandada per Zayas constituïa un nucli d'alguna resistència, però comprenent el general que li era impossible sostenir-se davant un enemic que avançava sota el suport dels seus canons, amb la vila ocupada a la seva esquerra i la seva dreta en greu perill pels continus atacs de la cavalleria francesa, i sense més instruccions del general en cap que la concessió d'una àmplia llibertat «perquè obrés com millor convingués a les circumstàncies», escoltat el consell dels seus generals, decidí la retirada, que anà executant pas a pas, en un ordre admirable, en direcció a Dosbarrios. En estar ja ocupat el poble pels francesos, maldà llavors per prendre una nova direcció cap a La Guardia, però en trobà tallades les comunicacions. S'esdevingué finalment la catàstrofe general quan, enmig d'aquella massa compacta, s'introduiren la barreja i confusió dels fugitius de les altres divisions, i sobretot la cavalleria, que ja no atenia a la veu ni a l'exemple de Freire i dels seus oficials.
La divisió de Vigodet, que ocupava l'extrema esquerra espanyola, fou la que millor escapà de la derrota, puix la circumstància d'haver-se esdevingut l'atac principal sobre el flanc dret espanyol li permeté, en rebre l'orde de retirada, travessar el barranc sense gaire pressa, i fugint a camp través en direcció a Yepes primer, més tard a La Guardia i, per acabar, al trobar aquest poble ocupat per l'enemic, vers Turleque, aconseguí assolir Sierra Morena sense haver perdut en tant llarga i difícil maniobra ni un sol canó, ni un sol home.

En la batalla d'Ocaña hi mancà per complet la direcció de l'alt comandament, sense la qual no és possible aconseguir la victòria. 
| « | <<El general Areizaga, diu José Gómez de Arteche, home de valor extraordinari, i bé que ho feien les seves nombroses ferides en tant diverses i difícils comtesses, mancava, més encara que de talent militar, de l'experiència del comandament en tractar-se d'exercits tant nombrosos com el que es posà a les seves ordes, i això davant rivals com els que li deparà la seva mala sort. I aquesta manca d'experiència i la immensa responsabilitat que va caure sobre ell, li privaren de la serenitat d'esperit que exigia tant solemne ocasió, portant-lo, en la seva confusió i perplexitat, a ubicar-se on les seves ordes no podien ser executades en els moments precisos i amb la energia que tant sols l'encert i la oportunitat ofereixen.>> | » |

 De l'ardor amb què els espanyols es defensaren és bona mostra el nombre de baixes dels francesos, que ascendiren a unes 2.000 entre morts i ferits. Les espanyoles arribaren a 4.000, sense contar els 14.000 presoners que, després de fer-los travessar els carrers de Madrid vestits amb rampoines, foren internats a França i tractats de manera inhumana.
Els francesos van creure cosa fàcil, en els primers moments de la victòria, perseguir als espanyols fins als contraforts de Sierra Morena, apoderant-se dels dipòsits que en La Carolina havien establert. Però les dificultats que es presentaren degueren ser grans, ja que el mateix dia 21, al retornar José Bonaparte a Madrid, comunicava al ministre de la Guerra de Napoleó, donant-li suport amb diverses raons, que resultava inútil penetrar per Sierra Morena. L'exèrcit espanyol, va poder per tant, organitzar-se de nou en els seus cantons, i seguí a les ordes del general vençut, al qual la Junta Central regalà un cavall engalanat, com a premi, sens dubte, als seus desencerts.

## Conseqüències
La catastròfica derrota a Ocaña, juntament amb la de l'exèrcit espanyol del nord una setmana després a la batalla d'Alba de Tormes, van deixar Espanya oberta a la dominació francesa; el camí estava obert a la conquesta francesa d'Andalusia.